# Molly Malone
Molly Malone (o Cockles and Mussels, letteralmente "cardi di mare e mitili") è una canzone tradizionale irlandese dedicata alla leggendaria omonima pescivendola. È l'inno non ufficiale della città irlandese di Dublino.
Affianca l'inno nazionale, Ireland's Call, che saluta le gare della squadra nazionale di rugby della Repubblica d'Irlanda (l'Irish International Rugby Team) ed è l'inno ufficiale dei tifosi delle associazioni sportive di Dublino aderenti alla GAA, la Gaelic Athletic Association.

## La canzone
Il brano appartiene alla cultura musicale popolare gaelica ed è dedicato ad una figura di dubbia esistenza storica, convenzionalmente identificata con una giovane pescivendola del villaggio di Howth, a nord di Dublino, morta in giovane età a causa di una non meglio specificata febbre.
Ignota è la data di composizione della canzone, che dovrebbe comunque essere stata scritta in Scozia nella seconda metà dell'Ottocento. Molly Malone, tuttavia, era già nel Settecento la protagonista di una canzone (una stampa settecentesca col riferimento a Molly Malone è in mostra al Dublin Writers Museum). Ugualmente sconosciuto è l'autore (o gli autori) del testo e della musica. Il brano non venne mai edito ufficialmente prima degli anni ottanta del XIX secolo e la sua pubblicazione avvenne contestualmente a quella di uno scritto che trattava dello stesso argomento da parte dello scrittore di Edimburgo James Yorkston.
Molti ritengono comunque che il brano dedicato a Molly Malone sia pressappoco coevo al celebre motivo musicale folk Oh My Darling, Clementine scritto da Percy Montross intorno al 1880.
La canzone, grazie alla sua popolarità, divenne l'inno informale di Dublino, tanto da essere adottata nel 1970 dai tifosi riuniti nella "Hill 16", lo storico e popolare settore dello stadio della Gaelic Athletic Association, e successivamente dai maggiori club di sostenitori delle squadre di rugby e di calcio della città.

## Testo
where the girls are so pretty,

I first set my eyes on sweet Molly Malone,

As she wheeled her wheel-barrow,

Through streets broad and narrow,

Crying, "Cockles and mussels, alive alive oh!"

"Alive-a-live-oh,

Alive-a-live-oh",

Crying "Cockles and mussels, alive alive oh".

She was a fishmonger,

And sure 'twas no wonder,

For so were her father and mother before,

And they both wheeled their barrow,

Through streets broad and narrow,

Crying, "Cockles and mussels, alive, alive oh!"

"Alive-a-live-oh,

Alive-a-live-oh",

Crying "Cockles and mussels, alive alive oh".

She died of a fever,

And no one could save her,

And that was the end of sweet Molly Malone.

Now her ghost wheels her barrow,

Through streets broad and narrow,

Crying, "Cockles and mussels, alive, alive oh!"

"Alive-a-live-oh,

Alive-a-live-oh",

dove le ragazze sono così carine

vidi per la prima volta la dolce Molly Malone

che spingeva il suo carretto,

per strade strette e larghe

gridando "vongole e cozze vive!"

vive, vive oh!

vive, vive oh!

Urlava "vongole e cozze vive!"

Lei era una pescivendola,

ma non c'è da stupirsi

perché lo erano stati anche suo padre e sua madre

e tutti e due avevano portato il carretto

per strade strette e larghe

gridando "vongole e cozze vive!"

vive, vive oh!

vive, vive oh!

Urlava "vongole e cozze vive!"

Morì a causa della febbre,

e nessuno fu capace di salvarla

quella fu la fine della dolce Molly Malone

ma il suo fantasma spinge ancora il carretto

per strade strette e larghe

gridando "vongole e cozze vive!"

vive, vive oh!

vive, vive oh!

Urlava "vongole e cozze vive!"

(coro)»

## Il personaggio

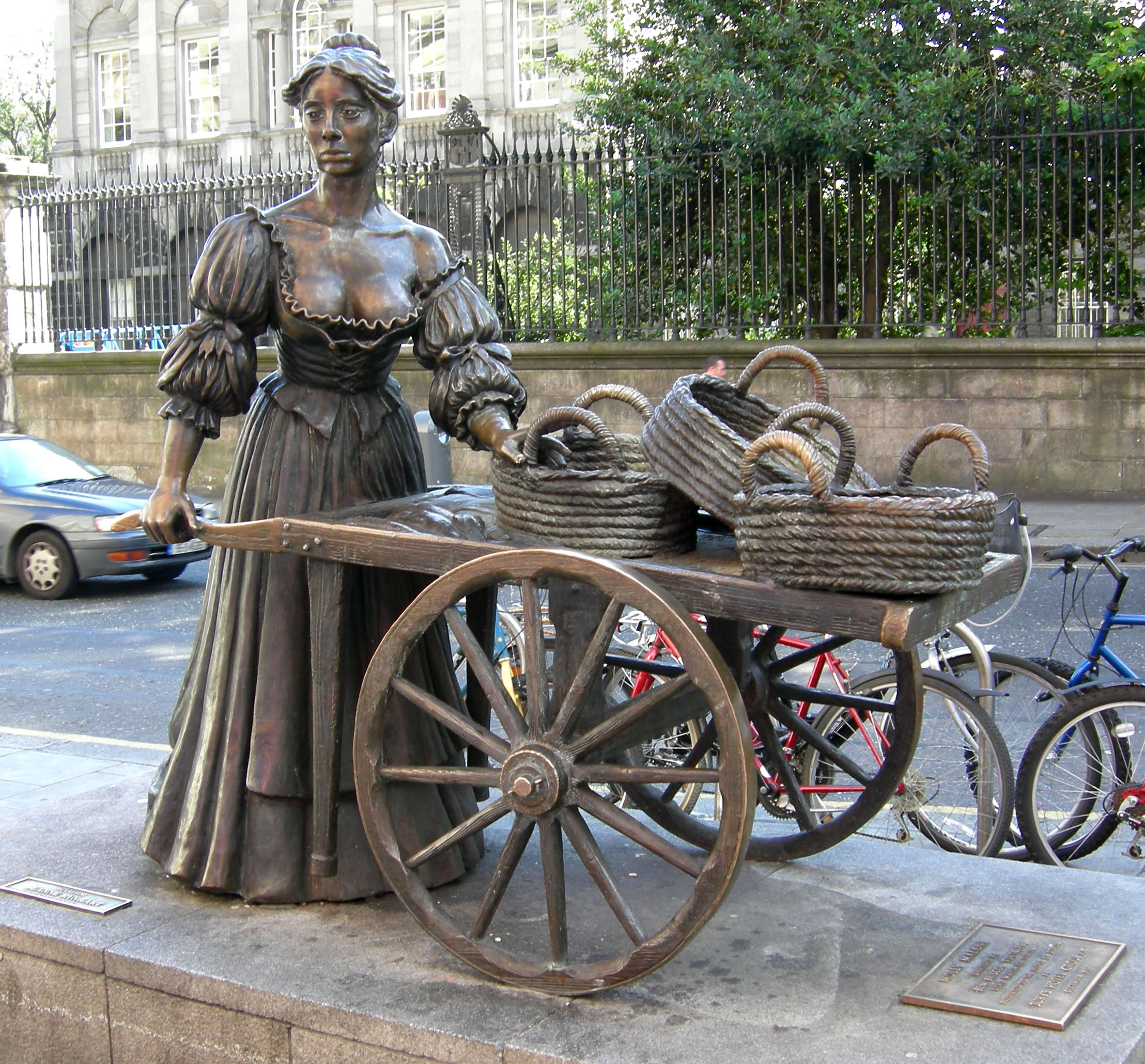
Statua dedicata a Molly Malone in Grafton Street, a Dublino

Durante le celebrazioni del millenario di Dublino, svoltesi nel 1988,  si decise di erigere una statua per ricordare una mitica donna sulla cui identità, tuttavia, non si avevano certezze. La leggenda originaria del XVII secolo racconta di una donna che alternava il suo mestiere di pescivendola con quello di prostituta e che morì a causa del tifo o forse di malattie veneree. Ricerche effettuate non hanno fornito certezze sulla vera identità della donna, anche in considerazione del fatto che il nome "Mary", di cui "Molly" è il diminiutivo, e il cognome "Malone" era molto diffuso nella capitale irlandese; tuttavia alcuni indizi raccolti da un apposito comitato inducono a credere che la vera Molly Malone sia una donna morta il 13 giugno 1699 e in tale giorno si decise di fissare l'annuale ricorrenza dedicata all'iconica figura. Una statua rappresentante la donna al lavoro come pescivendola e con il seno bene in vista, quasi a suggerire la sua seconda attività, fu commissionata alla scultrice Jeanne Rynhart e posizionata di fianco all'edificio che anticamente era la chiesa di Sant'Andrea in cui la donna sarebbe stata battezzata.
La statua era stata collocata alla fine di Grafton Street, nel centro di Dublino. Dal 18 luglio 2014 la statua è stata trasferita in Suffolk Street, di fronte all'ufficio informazioni. L'appellativo di "The tart with a cart" (traducibile come "La sgualdrina con la carriola") affibbiato dai Dublinesi alla statua di Molly Malone non è l'unico esempio della critica esercitata sui decori urbani di Dublino dai suoi abitanti.
Nell'aprile 2025, il consiglio comunale di Dublino ha deciso di assumere degli steward per pattugliare la statua di Molly Malone da maggio 2025 a titolo sperimentale per proteggerla dalla pratica, introdotta dalle guide turistiche nel 2012, di strofinare i seni piuttosto abbondanti della statua per buona fortuna. Gli steward chiederanno ai turisti di guardare, ma non di toccare la statua. A causa dell'intenso sfregamento, il rivestimento protettivo si è già consumato dal bronzo nel giro di un paio d'anni, quindi per ridurre i costi di manutenzione della statua, verranno assunti degli steward, poiché il loro costo costerà solo poche migliaia di euro, che è molto più economico della somma a sei cifre necessaria per sollevare il piedistallo, e forse questo porrà fine alle continue molestie della dolce Molly Malone.

## Citazioni e omaggi
La canzone di Molly Malone è un motivo centrale nel famoso romanzo di Betty Smith Un albero cresce a Brooklyn, spesso cantata, anche in punto di morte, dal protagonista Johnny.
Nella versione in inglese del film Arancia meccanica (A Clockwork Orange, 1971), diretto da Stanley Kubrick, l'ubriacone che viene picchiato dalla banda dei "drughi" capeggiata da Alex DeLarge, canta originalmente la canzone Molly Malone.